# Лисиця бенгальська
Лисиця бенгальська (Vulpes bengalensis) — вид родини псових (Canidae), ряду хижих. Поширена від підніжжя Гімалаїв в Непалі до південного краю півострова Індостан. Країни, в яких зареєстрована ця лисиця: Бангладеш, Індія, Непал, Пакистан. Полюбляє напівпосушливі відкриті місцевості, помережані деревами й чагарниками. Уникає густих лісів, крутих схилів, областей з високими травами й справжніх пустель. У Непалі та північно-східній Індії, V. bengalensis живе на висотах до 1350—1500 м над рівнем моря.

## Морфологія
Морфометрія. Довжина голови й тулуба: 450—600 мм, хвіст: 250—350 мм, вага самців: 2,7–3,2 кг, вага самиць менше ніж 1,8 кг.
Опис. Верхня частина тіла жовтувато-сіра або сріблясто-сіра, низ блідіший, задні сторони вух і кінчик хвоста темні. Мордочка видовжена, вуха довгі (понад 7 см), загострені, хвіст пухнастий, ≈ 50–60 % довжини голови й тіла, ноги, як правило, коричневі або руді, навколо очей є невеликі чорні клаптики волосся. Спинне покривне волосся має довжину 4–5 см. Передні й задні лапи мають по 4 пальці з голими подушечками. Зубна формула: I 3/3, C 1/1, P 4/4, M 2/3 = 42. Самиці мають 3 пари молочних залоз.

## Поведінка

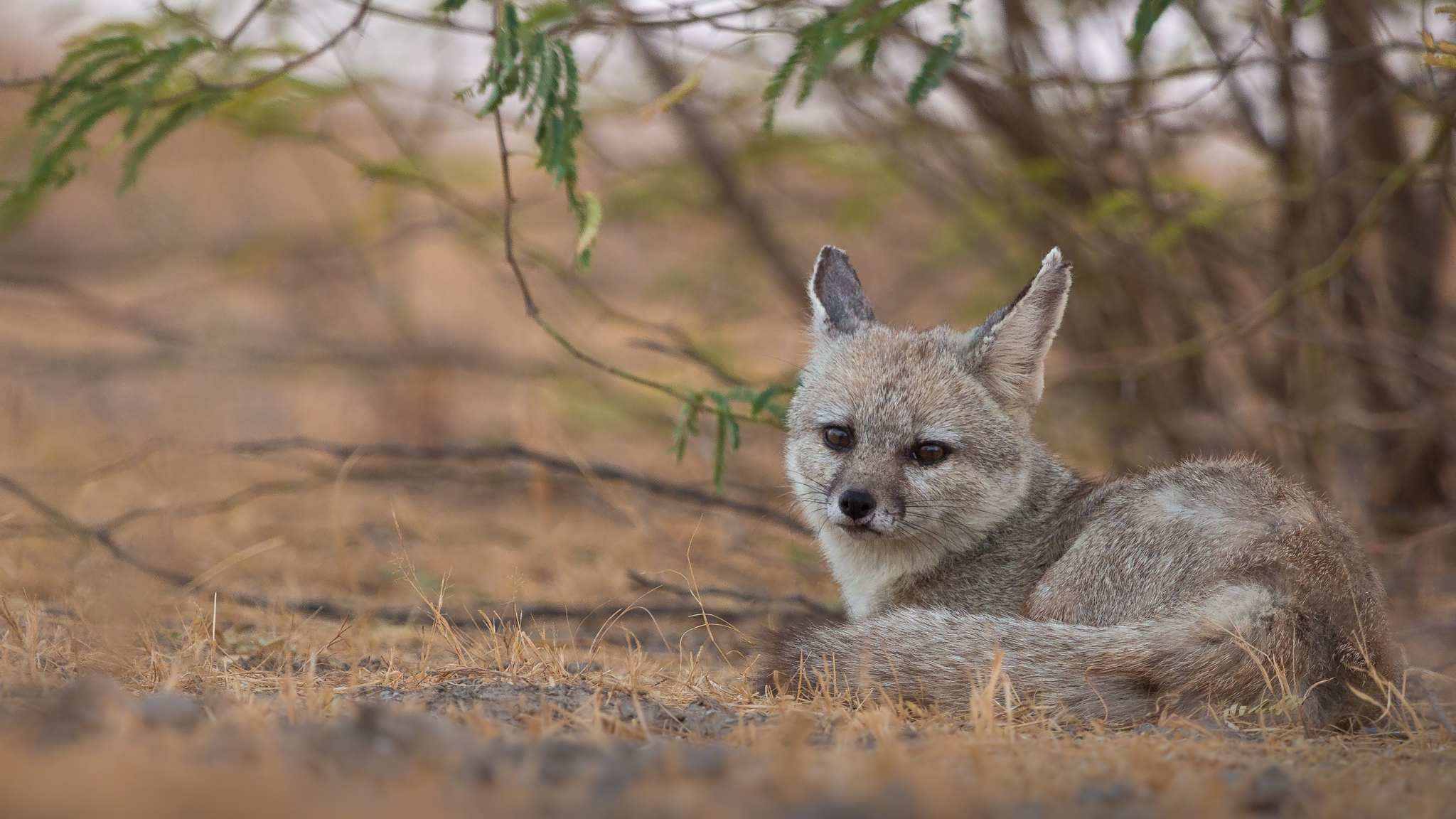
Самка бенгальської лисиці біля нори, Малий Качський Ранн

Риє нори й полює в основному вночі. Полонені можуть забиратися на низькі дерева. Всеїдний, поживою є дрібні хребетні, комахи та фрукти. V. bengalensis має великий досвід з ловлі жаб і ящірок. Три типи нір використовуються: прості, короткі нори з двома отворами, що використовуються протягом коротких періодів відпочинку, комплексні нори з кількома отворами, і нори під каменями або в ущелинах. Комплексні нори з багатьма виходами найбільш поширені. Деякі з отворів можуть привести до центральної спальної камери, що розміщена на глибині 60—90 см під землею. У Тамілнаду 8 таких нір мали 6—23 отворів кожен і були населені протягом тривалого періоду (наприклад, 15 років). Дослідження у Андхра-Прадеш, показали, що нори мали до 43 отворів і великі комплекси охоплювали площу 80 м². Всі отвори комплексу нір не використовуються лисицями; характерне використання 2—7 активних отворів, інші ж отвори іноді використовують гризуни або варани. V. bengalensis та V. vulpes перетинаються рідко, між Бенгальською лисицею та мангустом Herpestes edwardsii взаємини дуже агресивні. Вовки та шакали (Canis aureus) узурпують і розширюють лисячі нори, а одного разу у Велавадарському Національному Парку цуценята вовка й бенгальської лисиці були одночасно в загальній норі.

## Життєвий цикл

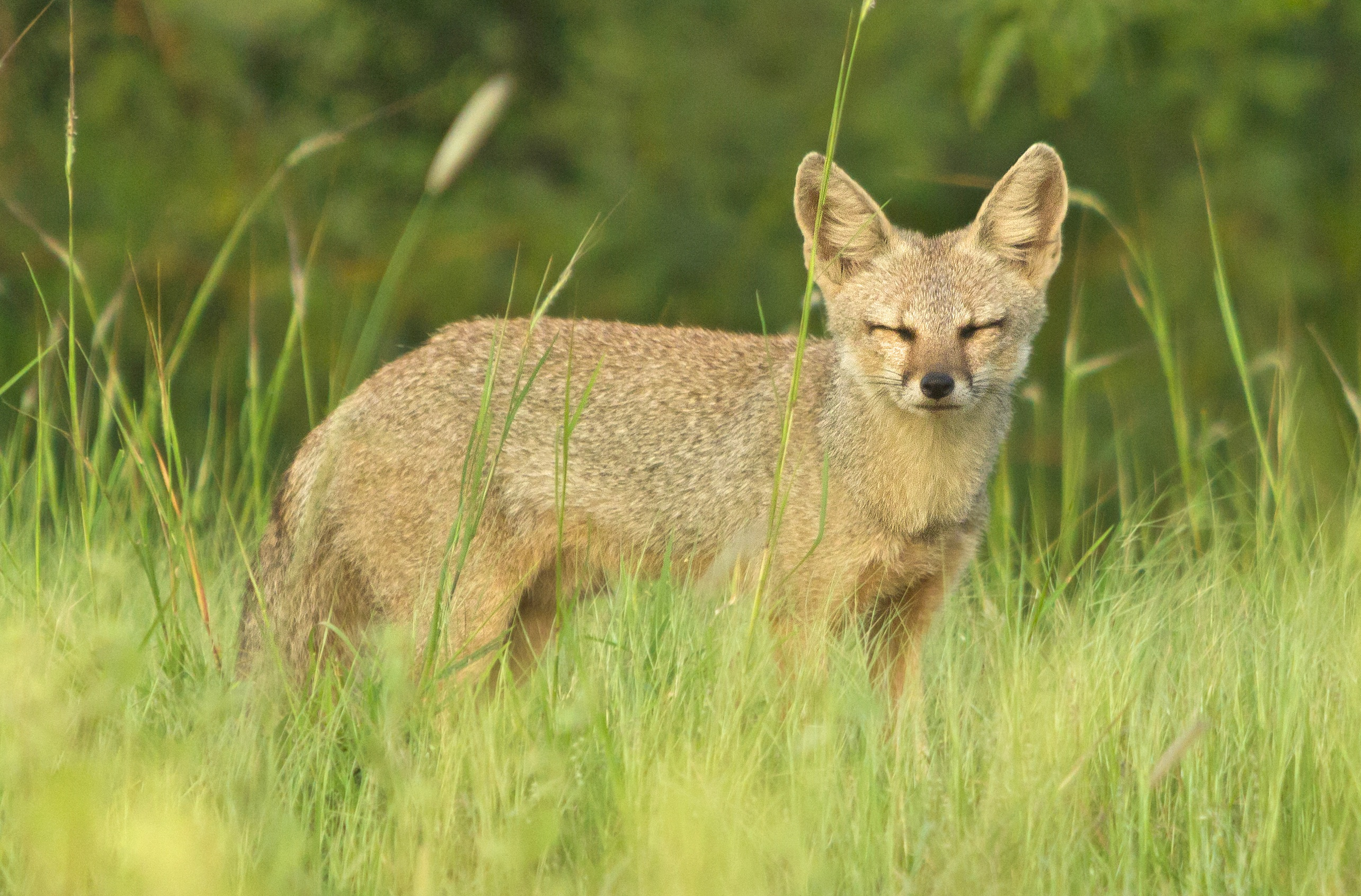
Самець бенгальської лисиці

Вагітність триває 50–51 день. Як правило, дітонародження відбувається з лютого по квітень. Бенгальська лисиця формує пари, які не роз'єднуються й поза періодом розмноження. Народжується 2—4, в середньому 2,7 малюка. Новонароджені мають вагу 52—65 грамів і довжину 18,5—19 см, їхні очі закриті. Обоє батьків приносять з собою їжу для потомства й охороняють нору. Гра серед малюків є загальнопоширеною перші 3 місяці й складається з вертикальних стрибків, вигинання спини, різкі удари передніми лапами, показ покірливості й настійне чіпляння; дорослі самці час від часу граються з молоддю. На північному заході Індії, розосередження молоді відбувається під час початку сезону дощів, коли поживи вдосталь. Тривалість життя в неволі 6–8 років. У дикій природі, хвороби й хижацтво з боку великих хижих птахів, ссавців, рептилій спричинює більш ранню смертність.

## Генетика
Каріотип характеризується диплоїдним числом хромосом, 2n=60, включаючи 10 метацентричних (див. центромера) і субметацентричних аутосом, 48 акроцентричних аутосом, метацентричну X і акроцентричну Y хромосоми.

## Загрози та охорона
Дуже чутливі до зміни середовища проживання людиною. Індійське законодавство забороняє полювання на цей вид. Мешкає на охоронних територіях в Індії та Непалі.